# هورایزنز ستلایت
هورایزنز ستلایت (انگلیسی: Horizons Satellite) شرکت مخابرات ماهواره‌ای آمریکایی است، که در سال ۲۰۰۱ توسط شرکت پان‌ام‌ست تأسیس شد.